# Erioptera minor
Erioptera minor là một loài ruồi trong họ Limoniidae. Chúng phân bố ở miền Cổ bắc.